# Давила, Мариса
Мариса Давила (англ. Marisa Davila, род. 24 апреля 1997, Мерфрисборо, Теннесси) — американская актриса, известная своими главными ролями в фильмах «Супергигантские братья-роботы» (2022) и «Бриолин: Взлёт розовых леди» (2023).

## Биография
Давила родилась 24 апреля 1997 года в Мерфрисборо, штат Теннесси (недалеко от Нашвилл). Оба ее родителя были вовлечены в музыкальную индустрию: ее мать Джули Давила работала барабанщиком, учителем перкуссии, врачом маршевой перкуссии и директором совета директоров ПАС; и ее отец Лало Давила, американец мексиканского происхождения в первом поколении, как писатель, профессор музыки и директор перкуссии в Университете штата Средний Теннесси.
Давила участвовала в музыкальных репетициях и репетициях группы с нежного шестилетнего возраста вместе со своей старшей сестрой Даниэль. Она посещала уроки театра, актерского мастерства и танцев, а также регулярно озвучивала роли. В возрасте от 10 лет она участвовала во многих театральных постановках и выступала с Нэшвиллским симфоническим оркестром. В 2014 году, в возрасте 17 лет, Давила стремилась расширить свою актерскую карьеру, переехав в Лос-Анджелес, Калифорния со своей матерью, и в то же время, после долгих частных занятий, заработала себе онлайн-диплом. Давила прошла курс Техники Линдона, она является членом САГ-АФТРА и в настоящее время (2023 г.) проживает в Вэлли Виллидж, Калифорния.

## Фильмография
| Год       | Русское название                      | Оригинальное название           | Роль               |
| --------- | ------------------------------------- | ------------------------------- | ------------------ |
| 2015      | Текстовая история Джейн               | Text History of Jane            | Джейн              |
| 2016      | Чокнутая бывшая                       | Crazy Ex-Girlfriend             |                    |
| 2016      | Лив и Мэдди                           | Liv and Maddie                  | Участник хора № 1  |
| 2017      | Сгребание                             | The Raking                      | Келли              |
| 2017      | Просто нет слов                       | Speechless                      | Мэри               |
| 2017      | Нетипичный                            | Atypical                        | Мэдисон Голд       |
| 2018      | Плащ и Кинжал                         | Cloak & Dagger                  | Участник хора № 3  |
| 2018      | Турнир                                | Tournament                      | Катя               |
| 2018      | Мы не друзья                          | We’re Not Friends               | Чарли              |
| 2019      | Второй шанс Кэрол                     | Carol’s Second Act              | Харпер             |
| 2019—2020 | Обученные                             | Schooled                        | Джина Ривера       |
| 2020      | Мне это не нравится                   | I Am Not Okay with This         | Мерседес Каллахан  |
| 2020      | Пара на праздники                     | Holidate                        | Принцесса Лея      |
| 2021      | Любовь и бейсбол                      | Love and Baseball               | Ева                |
| 2021      | Моя большая толстая блондинка, мюзикл | My Big Fat Blonde Musical       | Меган              |
| 2022      | Супергигантские братья-роботы         | Super Giant Robot Brothers      | Алекс Роуз (голос) |
| 2023      | Бриолин: Взлёт розовых леди           | Grease: Rise of the Pink Ladies | Джейн Фаччано      |